# Хёг, Питер
Питер Хёг (дат. Peter Høeg; род. 17 мая 1957 года в Копенгагене) — датский писатель, наиболее известным его произведением является роман «Смилла и её чувство снега», опубликованный в 1992 году. Питер Хёг — единственный современный датский писатель, чьи книги переведены более чем на тридцать мировых языков. Его книги выходят миллионными тиражами.

## Биография
По словам Хёга, он вырос под большим влиянием русской культуры — особенно литературы и музыки; Максим Горький был любимым писателем его мамы.
В детстве занимался фехтованием. В середине 1970-х стал заниматься балетом, позже некоторое время работал танцовщиком.
Всемирную славу Хёгу принёс вышедший в 1992 году роман «Смилла и её чувство снега», написанный от лица женщины-гренландки (это был второй по хронологии роман писателя). Он был экранизирован классиком датского кино Билле Аугустом. «Смилла и её чувство снега» оказался успешен не только благодаря волнующему детективному сюжету, остро закрученной интриге, чувству стиля и пониманию современной жизни с её хаосом, одиночеством, депрессиями, азартом и поражениями, присущих автору, но и точному отражению человеческих страстей во всем их многообразии. Вместе с тем, несмотря на всемирный успех и достаточно благожелательную критику, роман был воспринят в литературных и академических кругах Дании прежде всего как коммерческий проект, нежели как большая литература.
После выхода «Смиллы» Хёг в течение почти десяти лет не общался с прессой и о нём практически ничего не было известно. Лишь позже стало известно, что он много путешествовал, жил отшельником, занимался благотворительностью, увлекся восточной философией.
Свои книги Питер Хег пишет авторучкой на бумаге.

## Библиография

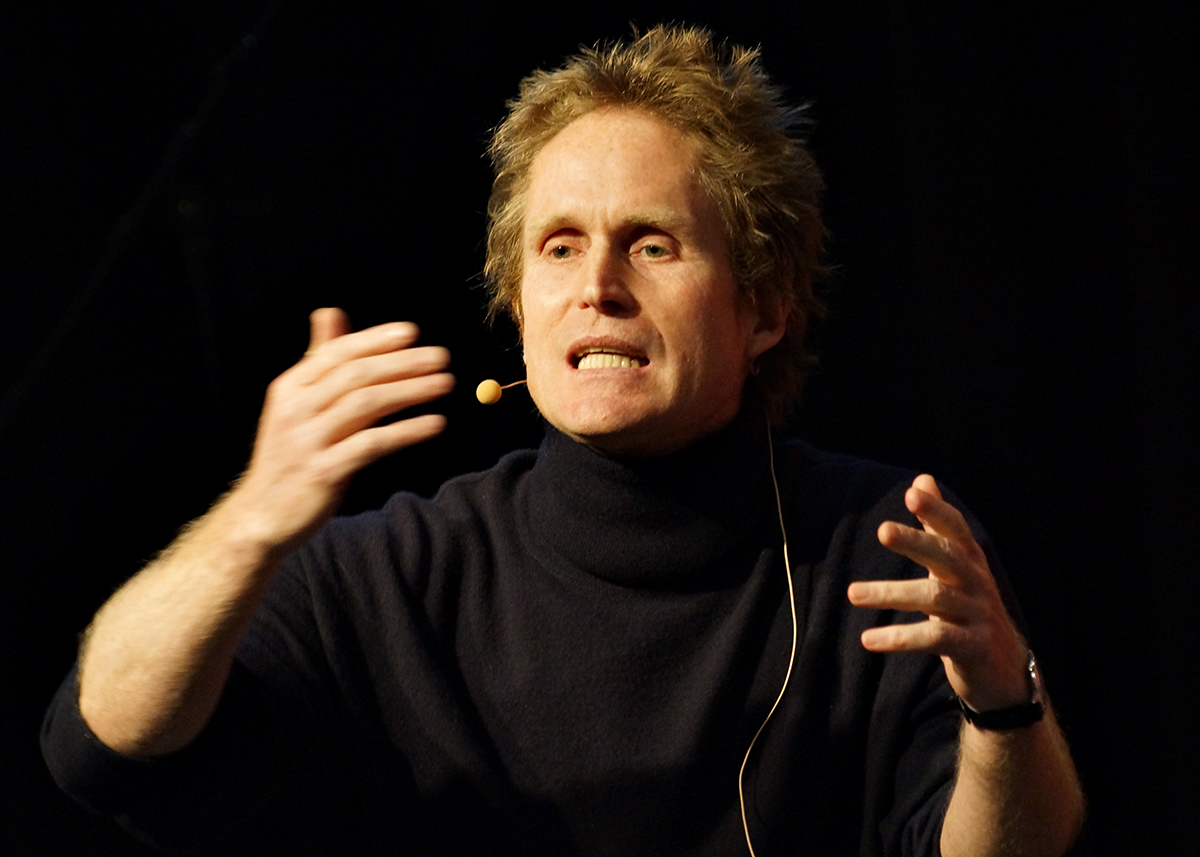
Питер Хёг (2012)